# Fatih Tekke
Fatih Tekke (Sürmene, 9 settembre 1977) è un allenatore di calcio ed ex calciatore turco, di ruolo attaccante, tecnico del Trabzonspor.

## Caratteristiche tecniche
Centravanti, discontinuo ma prolifico e con un grande senso del gol, abile tanto di piede quanto di testa.

## Carriera

### Club

#### Gli anni in patria
Nato nei pressi di Trebisonda, Tekke inizia a giocare nel professionismo con la maglia del Trabzonspor, praticamente il club della sua città natale. Dopo diverse stagioni, a 21 anni è mandato a fare esperienza all'Altay: dopo 8 gol in 24 giornate di campionato (alla media di 1/3 reti a partita), fa ritorno al Trabzonspor. Con la maglia bordeaux-blu continua a non convincere (appena 6 in 41 sfide tra campionato e coppa) e l'11 luglio 2000 è ceduto a titolo definitivo al Gaziatepspor in cambio dell'equivalente odierno di € 1 milione. Con il suo nuovo club, Tekke riesce a esprimersi al meglio segnando 15 reti nella prima annata e 12 nella seconda, risultando al decimo posto nelle classifiche marcatori dei campionati turchi 2001 e 2002. Dopo aver realizzato 30 gol in 64 partite (0,47 reti/partita), il Trabzonspor lo acquista per € 500.000, mettendolo titolare in attacco. Tekke ripaga la fiducia, segnando subito 13 reti al primo anno, 11 nel secondo: in questa stagione diviene il capitano del Trabzonspor. Esplode nella sua nona stagione a Trebisonda, quando mette a segno 31 marcature in 34 incontri di campionato, andando in gol anche in Coppa di Turchia e in Champions, terminando la stagione con 34 gol in 44 sfide. L'annata record gli vale il titolo di capocannoniere del torneo, sfiorando anche la vittoria del campionato (il Trabzonspor conclude secondo per soli 3 punti nei confronti del Fenerbahçe) e arrivando sesto nella graduatoria per la Scarpa d'oro pur essendo il miglior marcatore d'Europa della stagione e il secondo mondiale, alle spalle di Araújo. Nella stagione seguente sigla 22 realizzazioni in 28 giornate, arrivando al secondo posto tra i marcatori del campionato turco.

#### Zenit e declino
Il 4 agosto 2006, dopo aver segnato 105 gol in 238 partite ufficiali con la maglia del Trabzonspor (0,44 reti/partita), Tekke passa allo Zenit San Pietroburgo in cambio di € 7,5 milioni (circa $ 13,6 milioni il costo complessivo dell'operazione), andando a giocare nella massima divisione russa. Diviene così il sedicesimo trasferimento più costoso del 2006. All'approdo in Russia il nome sulla maglia resta "Tekke": nel campionato russo, il suo cognome viene scritto sempre Tekke, poiché sia in cirillico sia in latino queste tre lettere, la T, la E e la K corrispondono. Questa particolarità fa di Tekke l'unico calciatore della storia del calcio russo ad avere il nome scritto alla stessa maniera sia in cirillico sia in latino.
Dopo una stagione sottotono (18 partite e 5 reti), nella seconda annata Tekke conquista la Coppa UEFA 2007-2008 da comprimario: gioca poche partite, segna un solo gol (il 2-3 che decide l'incontro sul Larissa e consente allo Zenit di conquistare l'unica vittoria del girone e di qualificarsi grazie ai 5 punti e al terzo posto nel raggruppamento alle spalle di Everton e Norimberga), e non gioca alcun incontro della fase a eliminazione diretta; lo Zenit, trascinato soprattutto dal talento di Andrej Aršavin e dai gol dell'ariete Pavel Pogrebnjak, raggiunge la finale dopo aver eliminato Villareal, Olympique Marsiglia, Bayer Leverkusen e Bayern Monaco ma in finale il club deve fare a meno di Pogrebnjak, che aveva rimediato due gialli nelle partite ad eliminazione diretta e quindi doveva saltare la finale. Dick Advocaat è allora costretto a schierare Tekke come centravanti nel suo 4-3-3 e nella finale contro i Rangers i russi vincono 2-0 aggiudicandosi la prima Coppa UEFA della loro storia: l'attaccante turco si rende protagonista della rete del 2-0, servendo l'assist vincente per Konstantin Zyrjanov. Nell'agosto seguente lo Zenit si gioca la Supercoppa UEFA: Advocaat manda in panchina Tekke e lo Zenit batte i campioni d'Europa del Manchester United per 1-2. Dopo altre due annate a discreti livelli, Tekke termina la sua esperienza a San Pietroburgo con 29 marcature in 91 presenze (0,32 reti/partita). Durante la sua esperienza allo Zenit sia Advocaat prima sia Luciano Spalletti poi l'hanno messo sovente fuori squadra perché non s'impegnava. Nel gennaio 2010 si accasa al Rubin Kazan' per € 2 milioni ma gioca solamente 7 incontri tra campionato e coppa prima fare ritorno in patria al Beşiktaş. La società turca gioca l'Europa League ma Tekke, ormai trentatreenne non trova più spazio neanche in campionato. Dopo quattro mesi si trasferisce ad Ankara prima di concludere la propria carriera con la maglia dell'Orduspor.
Totalizza 188 gol in 479 partite tra club e nazionale.

### Nazionale
Gioca anche nella Nazionale turca per quasi un decennio. Esordisce il 21 gennaio 1998 giocando contro l'Albania (1-4). Si ritira con 9 gol in 25 incontri internazionali.

## Statistiche

### Presenze e reti nei club
Statistiche aggiornate al 2012.
| Stagione             | Squadra              | Campionato           | Campionato | Campionato | Coppe nazionali | Coppe nazionali | Coppe nazionali | Coppe continentali | Coppe continentali | Coppe continentali | Altre coppe | Altre coppe | Altre coppe | Totale | Totale |
| Stagione             | Squadra              | Comp                 | Pres       | Reti       | Comp            | Pres            | Reti            | Comp               | Pres               | Reti               | Comp        | Pres        | Reti        | Pres   | Reti   |
| -------------------- | -------------------- | -------------------- | ---------- | ---------- | --------------- | --------------- | --------------- | ------------------ | ------------------ | ------------------ | ----------- | ----------- | ----------- | ------ | ------ |
| 1994-1995            | Trabzonspor          | 1.L                  | 4          | 0          | CT              | 2               | 0               | -                  | -                  | -                  | -           | -           | -           | 6      | 0      |
| 1995-1996            | Trabzonspor          | 1.L                  | 20         | 3          | CT              | 2               | 1               | CdC                | 2                  | 0                  | -           | -           | -           | 24     | 4      |
| 1996-1997            | Trabzonspor          | 1.L                  | 19         | 3          | CT              | 3               | 1               | CU                 | 3                  | 0                  | -           | -           | -           | 25     | 4      |
| 1997-1998            | Trabzonspor          | 1.L                  | 2          | 0          | CT              | 0               | 0               | -                  | -                  | -                  | -           | -           | -           | 2      | 0      |
| 1997-1998            | Altay                | 1.L                  | 24         | 8          | CT              | 2               | 1               | -                  | -                  | -                  | -           | -           | -           | 25     | 9      |
| 1998-1999            | Trabzonspor          | 1.L                  | 16         | 4          | CT              | 0               | 0               | -                  | -                  | -                  | -           | -           | -           | 16     | 4      |
| 1999-2000            | Trabzonspor          | 1.L                  | 22         | 2          | CT              | 3               | 0               | CI                 | ?                  | ?                  | -           | -           | -           | 25     | 2      |
| 2000-2001            | Gaziantepspor        | 1.L                  | 31         | 15         | CT              | 2               | 0               | -                  | -                  | -                  | -           | -           | -           | 33     | 15     |
| 2001-2002            | Gaziantepspor        | 1.L                  | 24         | 12         | CT              | 3               | 2               | CU                 | 2                  | 0                  | -           | -           | -           | 29     | 14     |
| 2002-2003            | Gaziantepspor        | 1.L                  | 2          | 1          | CT              | 0               | 0               | -                  | -                  | -                  | -           | -           | -           | 2      | 1      |
| Totale Gaziantepspor | Totale Gaziantepspor | Totale Gaziantepspor | 57         | 28         |                 | 5               | 2               |                    | 2                  | 0                  |             | -           | -           | 64     | 30     |
| 2002-2003            | Trabzonspor          | 1.L                  | 28         | 13         | CT              | 5               | 4               | -                  | -                  | -                  | -           | -           | -           | 33     | 17     |
| 2003-2004            | Trabzonspor          | 1.L                  | 24         | 11         | CT              | 4               | 1               | CU                 | 2                  | 1                  | -           | -           | -           | 30     | 13     |
| 2004-2005            | Trabzonspor          | 1.L                  | 34         | 31         | CT              | 4               | 2               | UCL+CU             | 4+2                | 1+0                | -           | -           | -           | 44     | 34     |
| 2005-2006            | Trabzonspor          | SL                   | 28         | 22         | CT              | 3               | 3               | UCL                | 2                  | 2                  | -           | -           | -           | 33     | 27     |
| Totale Trabzonspor   | Totale Trabzonspor   | Totale Trabzonspor   | 197        | 89         |                 | 26              | 12              |                    | 15                 | 4                  |             | -           | -           | 238    | 105    |
| ago.-dic. 2006       | Zenit                | PL                   | 15         | 4          | CR              | 3               | 1               | -                  | -                  | -                  | -           | -           | -           | 18     | 5      |
| 2007                 | Zenit                | PL                   | 16         | 4          | CR              | 2               | 0               | CU                 | 4                  | 1                  | -           | -           | -           | 22     | 5      |
| 2008                 | Zenit                | PL                   | 22         | 8          | CR              | 1               | 0               | UCL+CU             | 3+3                | 1+0                | SU          | 0           | 0           | 29     | 9      |
| 2009                 | Zenit                | PL                   | 20         | 8          | CR              | 0               | 0               | UEL                | 2                  | 2                  | -           | -           | -           | 22     | 10     |
| Totale Zenit         | Totale Zenit         | Totale Zenit         | 73         | 24         |                 | 6               | 1               |                    | 12                 | 4                  |             | 0           | 0           | 91     | 29     |
| gen.-set. 2010       | Rubin Kazan          | PL                   | 5          | 0          | CR              | 1               | 0               | -                  | -                  | -                  | SR          | 1           | 0           | 7      | 0      |
| set. 2010-gen. 2011  | Beşiktaş             | SL                   | 2          | 0          | CT              | 1               | 0               | UEL                | 0                  | 0                  | -           | -           | -           | 3      | 0      |
| gen.-giu. 2011       | MKE Ankaragücü       | SL                   | 9          | 3          | CT              | 1               | 0               | -                  | -                  | -                  | -           | -           | -           | 10     | 3      |
| 2011-2012            | Orduspor             | SL                   | 15         | 3          | -               | -               | -               | -                  | -                  | -                  | -           | -           | -           | 15     | 3      |
| Totale carriera      | Totale carriera      | Totale carriera      | 382        | 155        |                 | 42              | 16              |                    | 29                 | 8                  |             | 1           | 0           | 454    | 179    |

### Cronologia presenze e reti in nazionale
| Cronologia completa delle presenze e delle reti in nazionale ― Turchia | Cronologia completa delle presenze e delle reti in nazionale ― Turchia | Cronologia completa delle presenze e delle reti in nazionale ― Turchia | Cronologia completa delle presenze e delle reti in nazionale ― Turchia | Cronologia completa delle presenze e delle reti in nazionale ― Turchia | Cronologia completa delle presenze e delle reti in nazionale ― Turchia | Cronologia completa delle presenze e delle reti in nazionale ― Turchia | Cronologia completa delle presenze e delle reti in nazionale ― Turchia |
| Data                                                                   | Città                                                                  | In casa                                                                | Risultato                                                              | Ospiti                                                                 | Competizione                                                           | Reti                                                                   | Note                                                                   |
| ---------------------------------------------------------------------- | ---------------------------------------------------------------------- | ---------------------------------------------------------------------- | ---------------------------------------------------------------------- | ---------------------------------------------------------------------- | ---------------------------------------------------------------------- | ---------------------------------------------------------------------- | ---------------------------------------------------------------------- |
| 21-1-1998                                                              | Antalya                                                                | Turchia                                                                | 1 – 4                                                                  | Albania                                                                | Amichevole                                                             | -                                                                      | 78’                                                                    |
| 18-2-1998                                                              | Tel Aviv                                                               | Israele                                                                | 4 – 0                                                                  | Turchia                                                                | Amichevole                                                             | -                                                                      | 46’                                                                    |
| 15-11-2000                                                             | Istanbul                                                               | Turchia                                                                | 0 – 4                                                                  | Francia                                                                | Amichevole                                                             | -                                                                      | 46’                                                                    |
| 25-4-2001                                                              | Gaziantep                                                              | Turchia                                                                | 0 – 2                                                                  | Albania                                                                | Amichevole                                                             | -                                                                      | 46’                                                                    |
| 12-2-2003                                                              | Smirne                                                                 | Turchia                                                                | 0 – 0                                                                  | Ucraina                                                                | Amichevole                                                             | -                                                                      | 77’                                                                    |
| 30-4-2003                                                              | Teplice                                                                | Rep. Ceca                                                              | 4 – 0                                                                  | Turchia                                                                | Amichevole                                                             | -                                                                      | 44’                                                                    |
| 4-9-2004                                                               | Trebisonda                                                             | Turchia                                                                | 1 – 1                                                                  | Georgia                                                                | Qual. Mondiali 2006                                                    | 1                                                                      | 71’                                                                    |
| 8-9-2004                                                               | Il Pireo                                                               | Grecia                                                                 | 0 – 0                                                                  | Turchia                                                                | Qual. Mondiali 2006                                                    | -                                                                      | 88’                                                                    |
| 9-10-2004                                                              | Istanbul                                                               | Turchia                                                                | 4 – 0                                                                  | Kazakistan                                                             | Qual. Mondiali 2006                                                    | 2                                                                      |                                                                        |
| 13-10-2004                                                             | Copenaghen                                                             | Danimarca                                                              | 1 – 1                                                                  | Turchia                                                                | Qual. Mondiali 2006                                                    | -                                                                      | 64’                                                                    |
| 17-11-2004                                                             | Istanbul                                                               | Turchia                                                                | 0 – 3                                                                  | Ucraina                                                                | Qual. Mondiali 2006                                                    | -                                                                      |                                                                        |
| 26-3-2005                                                              | Istanbul                                                               | Turchia                                                                | 2 – 0                                                                  | Albania                                                                | Qual. Mondiali 2006                                                    | -                                                                      | 61’                                                                    |
| 30-3-2005                                                              | Tbilisi                                                                | Georgia                                                                | 2 – 5                                                                  | Turchia                                                                | Qual. Mondiali 2006                                                    | 2                                                                      | 87’                                                                    |
| 4-6-2005                                                               | Istanbul                                                               | Turchia                                                                | 0 – 0                                                                  | Grecia                                                                 | Qual. Mondiali 2006                                                    | -                                                                      |                                                                        |
| 8-6-2005                                                               | Almaty                                                                 | Kazakistan                                                             | 0 – 6                                                                  | Turchia                                                                | Qual. Mondiali 2006                                                    | 2                                                                      |                                                                        |
| 17-8-2005                                                              | Sofia                                                                  | Bulgaria                                                               | 3 – 1                                                                  | Turchia                                                                | Amichevole                                                             | 1                                                                      | 46’                                                                    |
| 3-9-2005                                                               | Istanbul                                                               | Turchia                                                                | 2 – 2                                                                  | Danimarca                                                              | Qual. Mondiali 2006                                                    | 1                                                                      |                                                                        |
| 7-9-2005                                                               | Kiev                                                                   | Ucraina                                                                | 0 – 1                                                                  | Turchia                                                                | Qual. Mondiali 2006                                                    | -                                                                      | 82’                                                                    |
| 16-11-2005                                                             | Istanbul                                                               | Turchia                                                                | 4 – 2                                                                  | Svizzera                                                               | Qual. Mondiali 2006                                                    | -                                                                      | 80’                                                                    |
| 24-5-2006                                                              | Genk                                                                   | Belgio                                                                 | 3 – 3                                                                  | Turchia                                                                | Amichevole                                                             | -                                                                      | 46’                                                                    |
| 26-5-2006                                                              | Bochum                                                                 | Turchia                                                                | 1 – 1                                                                  | Ghana                                                                  | Amichevole                                                             | -                                                                      | 72’                                                                    |
| 16-8-2006                                                              | Lussemburgo                                                            | Lussemburgo                                                            | 0 – 1                                                                  | Turchia                                                                | Amichevole                                                             | -                                                                      | 46’                                                                    |
| 6-9-2006                                                               | Francoforte                                                            | Turchia                                                                | 2 – 0                                                                  | Malta                                                                  | Qual. Euro 2008                                                        | -                                                                      | 46’                                                                    |
| 15-11-2006                                                             | Bergamo                                                                | Italia                                                                 | 1 – 1                                                                  | Turchia                                                                | Amichevole                                                             | -                                                                      | 84’                                                                    |
| 7-2-2007                                                               | Tbilisi                                                                | Georgia                                                                | 1 – 0                                                                  | Turchia                                                                | Amichevole                                                             | -                                                                      | 46’                                                                    |
| Totale                                                                 |                                                                        | Presenze                                                               | 25                                                                     |                                                                        | Reti                                                                   | 9                                                                      |                                                                        |

## Palmarès

### Giocatore

#### Club

##### Competizioni nazionali
- Coppa di Turchia: 3

Trabzonspor: 2002-2003, 2003-2004
Beşiktaş: 2010-2011
- Campionato russo: 1

Zenit: 2007
- Supercoppa di Russia: 2

Zenit: 2008
Rubin Kazan': 2010

##### Competizioni internazionali
- Coppa UEFA: 1

Zenit: 2007-2008
- Supercoppa UEFA: 1

Zenit: 2008

#### Nazionale
- Campionato d'Europa Under-16: 1

1994

#### Individuale
- Capocannoniere del campionato turco: 1

2004-2005 (31 gol)